# Mónica Falcioni
Mónica Jacqueline Falcioni Costa  (née le 10 octobre 1968) est une athlète uruguayenne, spécialiste du saut en longueur et du triple saut. 

## Biographie
Mónica Falcioni est la porte-drapeau de la délégation uruguayenne lors de la cérémonie d'ouverture des Jeux olympiques d'été de 2000.

### Palmarès
| Date | Compétition                    | Lieu           | Résultat | Épreuve          | Performance |
| ---- | ------------------------------ | -------------- | -------- | ---------------- | ----------- |
| 1997 | Championnats d'Amérique du Sud | Mar del Plata  | 3e       | Saut en longueur | 6,25 m      |
| 1999 | Championnats d'Amérique du Sud | Bogota         | 2e       | Triple saut      | 13,57 m     |
| 1999 | Jeux panaméricains             | Winnipeg       | 6e       | Triple saut      | 13,50 m     |
| 2001 | Championnats d'Amérique du Sud | Manaus         | 3e       | Triple saut      | 13,43 m     |
| 2003 | Championnats d'Amérique du Sud | Barquisimeto   | 3e       | Saut en longueur | 5,94 m      |
| 2003 | Jeux panaméricains             | Saint-Domingue | 7e       | Saut en longueur | 5,90 m      |

### Records
| Épreuve          | Performance  | Lieu       | Date         |
| ---------------- | ------------ | ---------- | ------------ |
| Saut en longueur | 6,52 m (RN)  | Bogota     | 26 juin 1999 |
| Triple saut      | 13,59 m (RN) | Montevideo | 8 mai 1999   |